# مارینا لادینیا
مارینا آلکسیونا لادینیا (روسی: Мари́на Алексе́евна Лады́нина؛ ‏ ۲۴ ژوئن ۱۹۰۸ – ۱۰ مارس ۲۰۰۳) بازیگر اهل امپراتوری روسیه بود.
وی همچنین برندهٔ جوایزی همچون نشان لنین، جایزه هنرمند مردمی اتحاد جماهیر شوروی و جایزۀ استالین شده است.